# Tony Hawk's
Tony Hawk's is een serie van skateboard-games uitgebracht door Activision-Blizzard en ontwikkeld in samenwerking met de Amerikaanse skateboarder Tony Hawk. Tussen 1999 en 2007, werden de computerspellen voornamelijk ontwikkeld door Neversoft. In 2008, werd de licentie overgedragen naar Robomodo, die nog games ontwikkelde tot die verliep in 2015. Het duurde tot 2020 voor de licentie werd vernieuwd door Activision-Blizzard.

## Geschiedenis

### Neversoft (1998-2007)
Om in te spelen op de groeiende populariteit van het skateboarden, zocht Activision een ontwikkelaar om een nieuw skateboardingspel te ontwikkelen. Toen Neversoft in 1997 in geldnood verkeerde nadat Sony Big Guns annuleerde, zocht de studio naar opdrachten. Na een meeting met Activision, kreeg de studio de opdracht om Apocalypse (een game waarin Bruce Willis de protagonist, Trey Kincaid, vertolkte) af te werken. Neversoft gebruikte Big Guns als basis, en werkten het spel af in 9 maanden tijd. Toen de ontwikkeling van deze versie een succes bleek te worden, gaf Activision in 1998 de opdracht om te starten met de ontwikkeling van een skateboardingspel.
Voor de eerste demo's, werd Apocalypse gebruikt als basis. De ontwikkelaars zetten Kincaid op een skateboard om uit te testen wat ze wilden bereiken met het spel. Met een van die demo's, trok de studio naar een meeting met Tony Hawk. Activision nodigde hem namelijk uit om het spel te pitchen met het voorstel om een licentie-overeenkomst te sluiten. De licentie zou gelden tot 2002. Kort voor de lancering van Tony Hawk's Pro Skater, bood Activision de Amerikaanse skateboarder echter een eenmalig contract aan van 500 000 $ voor het uitkopen van de licentie. Hawk weigerde dit voorstel, en onderhandelde dat hij royalty's zou ontvangen per verkochte spel. In 2002, werd die licentie verlengd tot 2015. Tot 2008, bleef Neversoft verantwoordelijk voor het ontwikkelen van nieuwe Tony Hawk's games, goed voor 9 games. Proving Ground werd uiteindelijk de laatste Tony Hawk's game die ontwikkeld werd door de studio.

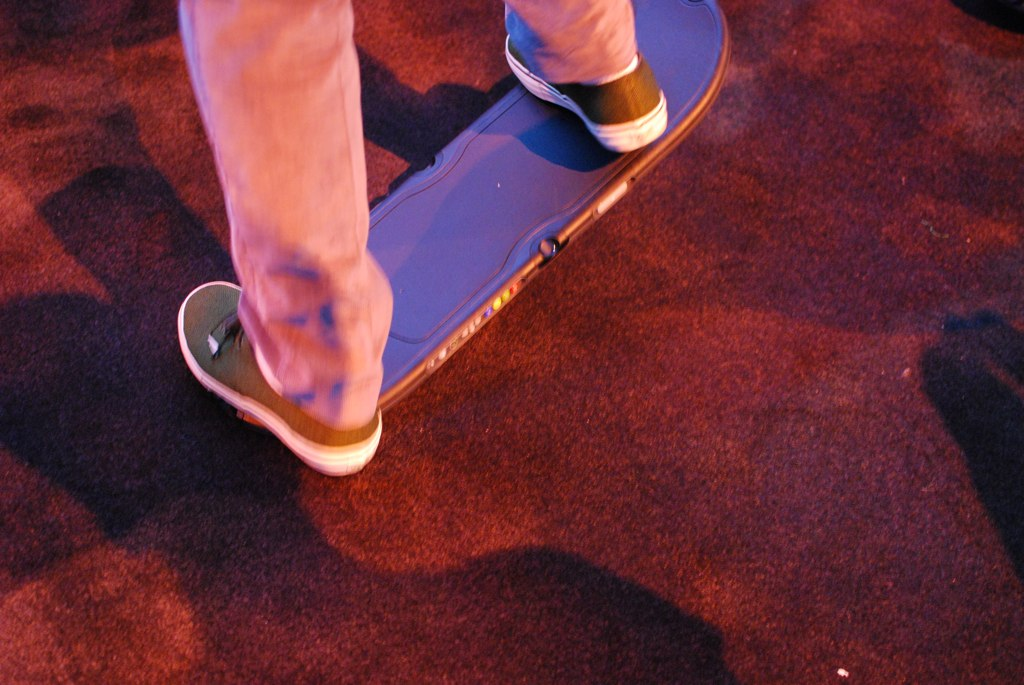
Controller voor Tony Hawk's Ride

### 2008-2015: Robomodo
In 2008 Activision gaf de serie aan Robomodo, die een andere richting inging met de serie. Ze sprongen mee op de trend van accessoires, en ontwikkelde een skate deck voor Tony Hawk's Ride en Shred. Deze games werden echter met gemengde reviews ontvangen. Daarop besliste Robomodo om terug te gaan naar de Pro Skater serie. In 2012 brachten ze Tony Hawk's Pro Skater HD uit, die ook met gemengde reviews werd ontvangen. 3 jaar later volgde Tony Hawk's Pro Skater 5. Dit spel werd ontvangen met slechte reviews. Nadat de licentie verliep, was er een periode van onzekerheid of er een toekomst was voor de computerspelserie.

### 2019-nu: Tony Hawk's Pro Skater remakes
In 2019 werden de eerste geruchten van een remake van de Tony Hawk Pro Skater games verspreid via sociale media. Op 12 mei 2020, werden deze geruchten bevestigd met een trailer. Tony Hawk's Pro Skater 1+2 werd ontwikkeld door Vicarious Visions en uitgebracht op 4 september 2020. Deze keer werd de remake wel goed ontvangen, en werd zelfs de snelst verkopende titel van de serie. Uiteindelijk werd het spel meer dan 1 miljoen keer verkocht. Later bleek dat de studio ook van plan was om ook remakes van Pro Skater 3 en 4 te ontwikkelen als deel van de bundel, maar wegens tijdsgebrek, werd alleen gewerkt aan remakes van de eerste 2 Pro Skaters.
Remakes van Pro Skater 3 & 4 lagen wel op tafel, maar de pitch ervan werden afgekeurd door Activision, en Vicarious Visions werd ingezet om te ondersteunen bij de ontwikkeling van Call of Duty: Black Ops Cold War en Warzone. In 2022, fuseerde Vicarious Visions uiteindelijk met Blizzard.

## Culturele impact
De populariteit van de Tony Hawk's computerspellen waren mee verantwoordelijk voor het introduceren van skateboarden aan een mainstreampubliek in de jaren 2000.
De computerspelserie had tevens impact op de muziekindustrie van de spelers. Voor veel millennials, waren de soundtracks een introductie naar hiphop, rock, punk en metal.

## Games
| Jaar | Titel              | Ontwikkelaar      | Consoles                                                      | Handheld                               | Metacritic scores | Opmerkingen                                             |
| ---- | ------------------ | ----------------- | ------------------------------------------------------------- | -------------------------------------- | ----------------- | ------------------------------------------------------- |
| 1999 | Pro Skater         | Neversoft         | Playstation                                                   | Game Boy Color, N-Gage & Mobile        | 92                |                                                         |
| 2000 | Pro Skater 2       | Neversoft         | Playstation 2 & GameCube                                      | Gameboy Advance & Color                | 91                |                                                         |
| 2001 | Pro Skater 3       | Neversoft         | Playstation 2, GameCube & Xbox                                | Gameboy Advance & Color                | 97                |                                                         |
| 2001 | Pro Skater 2x      | Treyarch          | Xbox                                                          | -                                      | 78                | Remake van THPS 1+2 voor Xbox                           |
| 2002 | Pro Skater 4       | Neversoft         | Playstation 2, GameCube & Xbox                                | Gameboy Advance, mobile & Zodiac       | 94                |                                                         |
| 2003 | Underground        | Neversoft         | Playstation 2, GameCube & Xbox                                | Game Boy Advance & Mobile              | 90                |                                                         |
| 2004 | Underground 2      | Neversoft         | Playstation 2, GameCube & Xbox                                | Game Boy Advance, Mobile & PSP (Remix) | 83                |                                                         |
| 2005 | American Wasteland | Neversoft         | Playstation 2, GameCube, Xbox & Xbox 360                      | Gameboy Advance                        | 77                |                                                         |
| 2006 | Downhill Jam       | Toys For Bob      | Wii                                                           | Nintendo DS, Gameboy Advance & mobile  | 69                |                                                         |
| 2006 | Project 8          | Neversoft         | Xbox 360 & Playstation 3                                      | PSP & mobile                           | 81                |                                                         |
| 2007 | Proving Ground     | Neversoft         | Xbox 360 & Playstation 3                                      | Nintendo DS & mobile                   | 72                |                                                         |
| 2008 | Motion             | Create Studios    | -                                                             | Nintendo DS                            | 39                |                                                         |
| 2009 | Vert               | Glu Mobile        | -                                                             | Mobile                                 | -                 |                                                         |
| 2009 | Ride               | Robomodo          | Xbox 360 & Playstation 3                                      | -                                      | 46                |                                                         |
| 2010 | Shred              | Robomodo          | Xbox 360 & Playstation 3                                      | -                                      | 53                |                                                         |
| 2012 | Pro Skater HD      | Robomodo          | Xbox 360, Playstation 3 & Windows                             | -                                      | 66                | Remake van THPS 1+2 met levels uit THPS 3 als extra DLC |
| 2014 | Shred Session      | Big Bit           | -                                                             | iOS & Android                          | -                 | Geannuleerd na een soft launch                          |
| 2015 | Pro Skater 5       | Robomodo          | Xbox One & Playstation 4                                      | -                                      | 32                |                                                         |
| 2020 | Pro Skater 1+2     | Vicarious Visions | Xbox One, Xbox Series, Playstation 4 & Playstation 5, Windows | Nintendo Switch                        | 89                |                                                         |